# Aeschynomene indica
Aeschynomene indica är en ärtväxtart som beskrevs av Carl von Linné. Aeschynomene indica ingår i släktet Aeschynomene och familjen ärtväxter. IUCN kategoriserar arten globalt som livskraftig. Inga underarter finns listade i Catalogue of Life.

## Bildgalleri

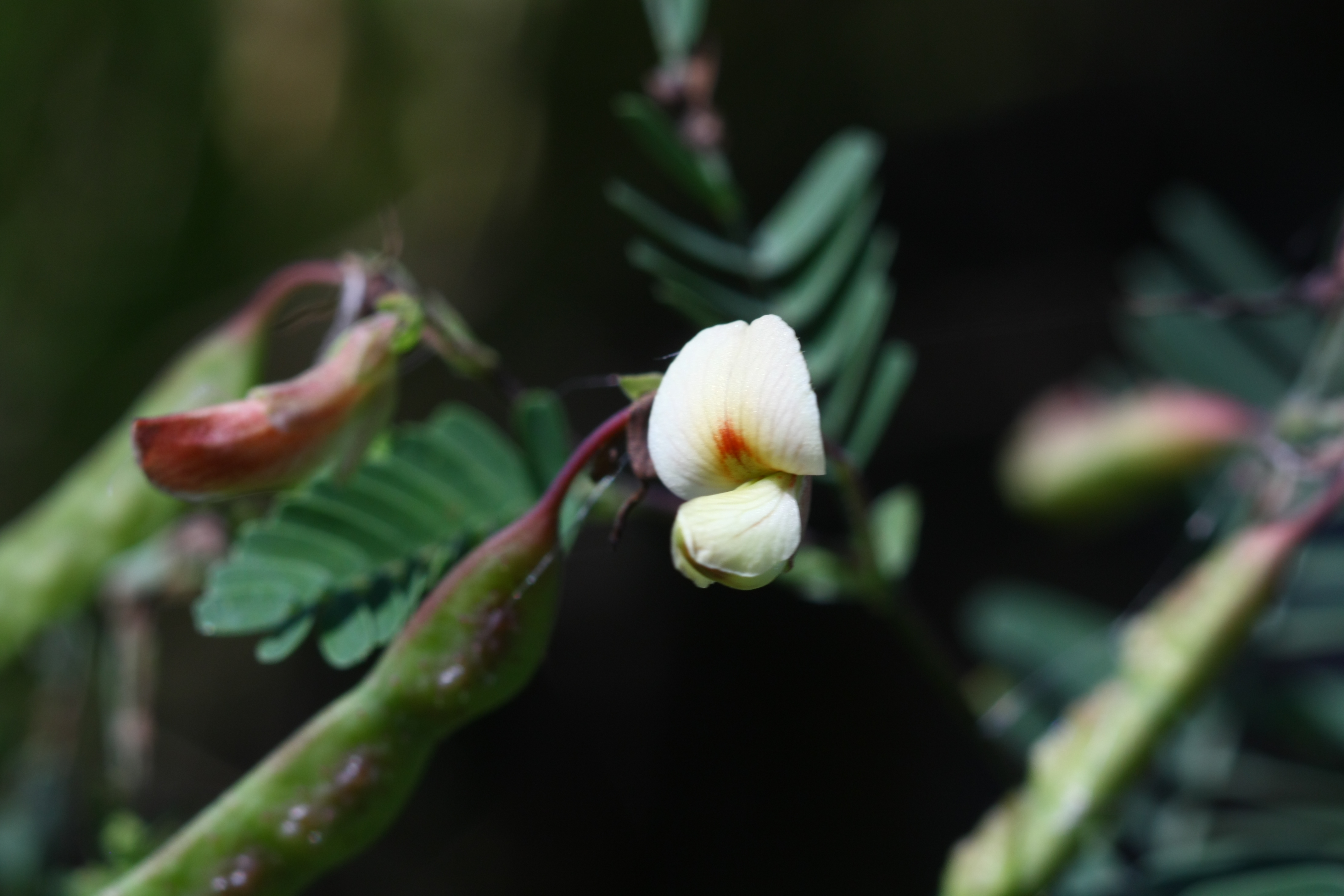
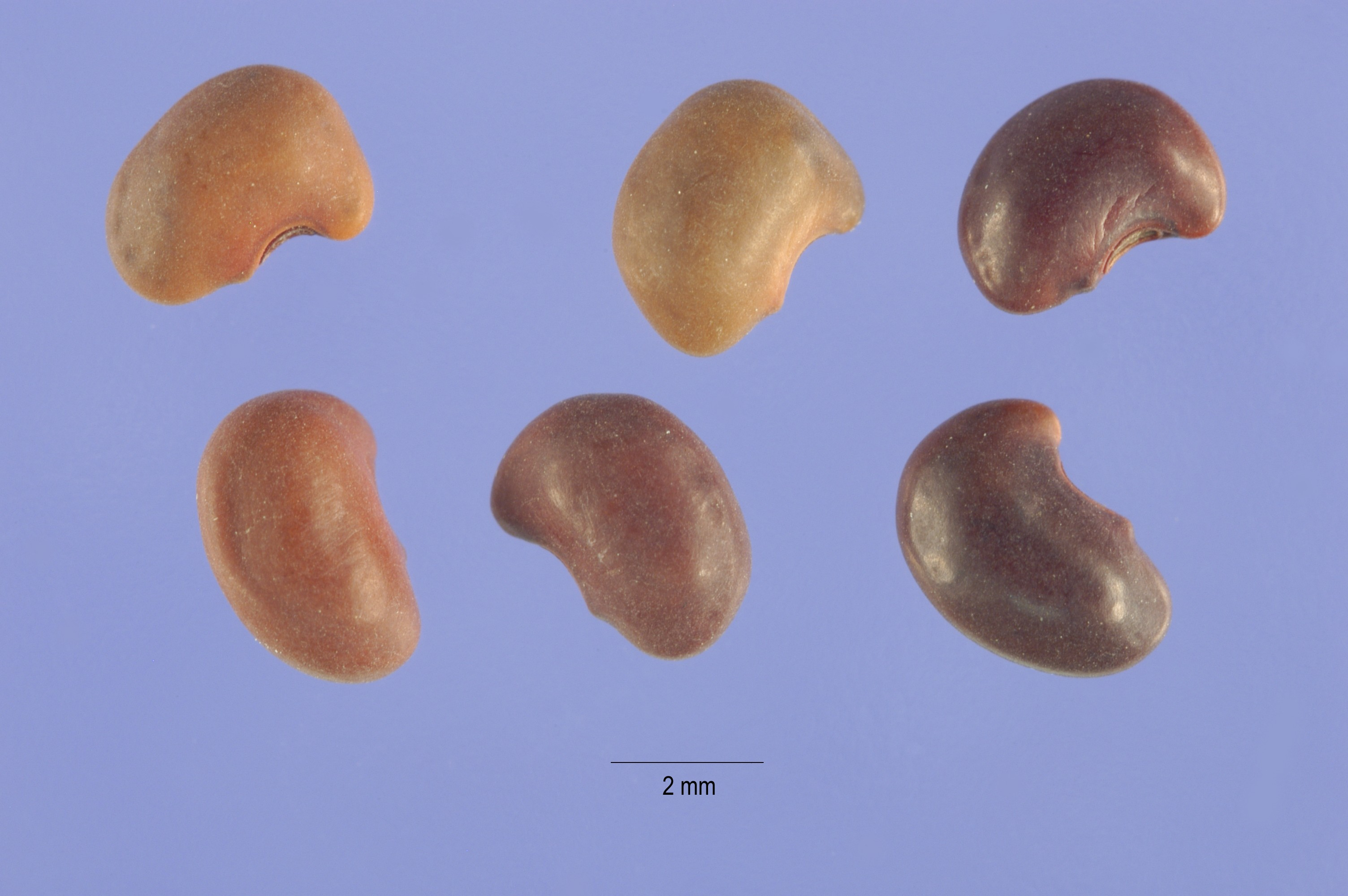
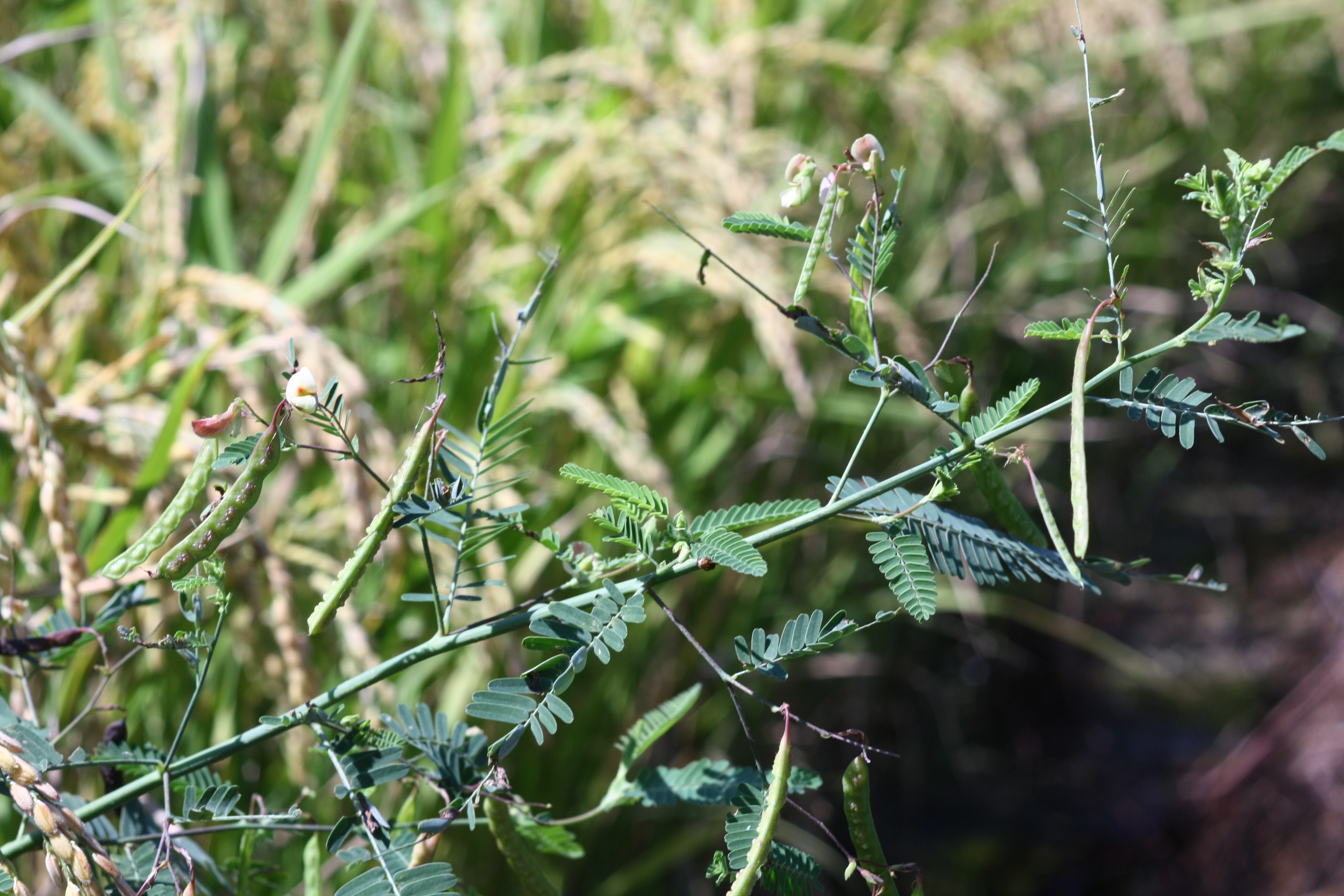